# Flustrellaria whiteavesi
Flustrellaria whiteavesi is een mosdiertjessoort uit de familie van de Calloporidae. De wetenschappelijke naam van de soort is, als Callopora whiteavesi, voor het eerst geldig gepubliceerd in 1903 door Norman.